# Stadsbelangen Mestreech
Stadsbelangen Mestreech (SBM) was een Nederlandse, lokale politieke partij uit Maastricht. Cindy Royen was sinds 2002 lijsttrekker en fractieleider. Na de verkiezingen van 2006 werd John Steijns fractievoorzitter. 
De partij deed in 2002 voor het eerst mee aan de gemeenteraadsverkiezingen onder de naam Stadspartij Leefbaar Mestreech en kreeg toen drie zetels. In april 2003 werd de naam veranderd in Stadsbelangen Mestreech omdat iemand anders eveneens het recht op de naam claimde en men een conflict wilde voorkomen.
In februari 2005 stapte raadslid Mia Dircke-Schmidt uit de partij omdat ze naar eigen zeggen zich niet kon verenigen met de politieke koers. Dircke-Schmidt bleef wel in de raad en sloot zich aan bij de CDA-fractie.
Ondanks het feit dat zij bij de gemeenteraadsverkiezingen van 2006 procentueel flink verloor behield Stadsbelangen Mestreech haar twee zetels.
Stadsbelangen Mestreech hield in 2015 op te bestaan als afzonderlijke fractie in de gemeenteraad, toen fractieleider John Steijns zich aansloot bij Senioren Partij Maastricht. In 2018 nam de partij niet opnieuw deel aan de verkiezingen. 